# Джаманбалаева, Шолпан Ерболовна
Шолпан Ерболовна Джаманбалаева (каз. Шолпан Ерболқызы Жаманбалаева, род. 6 января 1971, село Новотроицкое, Чуйский район, Джамбулская область, КазССР) — казахстанский ученый, социолог, общественный деятель. Доктор социологических наук, профессор. Академик Национальной академии наук Высшей школы Казахстана, академик Академии социологии Казахстана.

## Образование
1988—1993 — отделение социологии философско-экономического факультета Казахского национального университета имени Аль-Фараби
2000 −2003 г. — докторантура Казахского национального университета имени Аль-Фараби (тема диссертации «Социологический анализ девиантного поведения подростков»)

## Трудовая деятельность
1993—2000 — ассистент, старший преподаватель, доцент кафедры социологии Казахского национального университета имени Аль-Фараби
В 1996 году защитила кандидатскую диссертацию на тему «Социальные проблемы девиантного поведения (на материалах Республики Казахстан)»
2003—2008 — проректор по воспитательной работе и связям с общественностью Казахской академии транспорта и коммуникаций имени М. Тынышпаева (Академия логистики и транспорта)
2008—2021 — проректор по воспитательной работе, проректор социальному развитию Казахского национального университета имени Аль-Фараби
С марта 2021 года — заместитель Генерального директора по научной работе Института философии, политологии и религиоведения Комитета науки Министерства образования и науки Республики Казахстан

## Общественная деятельность
С 2002 г. — Ученый секретарь Ассоциации социологов РК, член Совета по молодёжной политике при акиме г. Алматы (2010—2014 гг.), главный редактор журнала «Вестник КазнУ им. Аль-Фараби. Серия психологии и социологии» (с 2014 г.), председатель Альянса университетов г. Алматы U38 (с 2018 г..), член Политсовета партии «Отан» (с 2019 г.), член конкурсной комиссии по присуждению премий в области науки имени К.Сатпаева, Ч.Валиханова, Ы.Алтынсарина, Кюль-тегина, Д.Кунаева, М.Ауэзова и государственных научных стипендий (2021 г.)

## Научная и педагогическая деятельность
Автор около 200 научных, научно-методических и учебно-методических публикаций:
- 1. «Общество и подросток: социологический аспект девиантного поведения»: Монография: Алматы, Казак университетi, 2002. — 282 с.
- 2. Корпоративная культура высшего учебного заведения как фактор повышения его конкурентоспособности: монография Ш.Джаманбалаева, М. Маульшариф. — Алматы, Қазақ университеті, 2016 — 202с. (в соавторстве) — Алматы, Қазақ университеті, 2016 — 202с.
- 3. «Professional choice and preferences of university graduates in the labor market in Kazakhstan» 3 Annual International Conference on Political Science, Sociology and International Relations (PSSIR 2013). 26-27 August 2013. -P.159-162.
- 4. Performance Assessment of Teaching Staff by Colleagues in the Structure of Diagnostics of University Corporate Culture Original Research Article Procedia — Social and Behavioral Sciences, Volume 82, 3 July 2013, Pages 426—431
- 5. Corporate social responsibility in the assessments of representatives of Kazakhstan universities Published in SGEM, BK 2: POLITICAL SCIENCES, LAW, FINANCE, ECONOMICS AND TOURISM CONFERENCE PROCEEDINGS, VOL I in 2016
- 6. Annual International Conference on Political Science, Sociology and International Relations (PSSIR 2013). 26-27 August 2013. -P.159-162.
- 7. Социальный контроль коррупции в высших учебных заведениях Высшая школа Казахстана. № 1/2016. — С.11-14.
- 8. Теория и практика девиантного поведения подростков уч.пособие для студ.высш.уч.заведений / Ш.Джаманбалаева — Алматы, Қазақ университеті, 2016—186 с.
- 9. Миссия — воспитание //«Казахстанская правда» — 13 апреля 2012 г.
- 10. От привычного к карантинному _// Газета «Литер» — 13.05.2020
- 11 . Роль и функции куратора-эдвайзера в воспитательном процессе: Метод. рекомендации по организации воспитательной работы в студенческих группах. Алматы, «Қазақ университеті», 2011 — 80с.

Научный редактор журнала «Вестник КазнУ им. Аль-Фараби. Серия психологии и социологии» (с 2014 г.). Ответственный редактор межстранового научного журнала «Әлеуметтану — Социология» (с 2021 г.)

## Награды и звания
- Академик Академии социологии Казахстана (2008)
- Академик Национальной академии наук Высшей школы Казахстана (2020)
- Нагрудный знак "Почетный работник образования Республики Казахстан (2007)
- Медаль «10 лет Астане» (2008)
- Нагрудный знак "Ы.Алтынсарин (2009)
- Нагрудный знак «За вклад в развитие науки Республики Казахстан» (2010)
- Медаль «20 лет Независимости Республике Казахстан» (2011)
- Медаль «20 лет Конститутции РК» (2015)
- Медаль «25 лет Независимости Республике Казахстан» (2016)
- Медаль «25 лет Конституции РК» (2020)

## Семья
```
Замужем, имеет дочь.
```